# ジョゼフ・ヴァラキ
ジョセフ・"ジョー・カーゴ"・ヴァラキ（Joseph "Joe Cargo" Valachi, 1904年9月22日 - 1971年4月3日）は、マフィアでジェノヴェーゼ一家の構成員。マフィア組織内の地位は低かったが、バラキ公聴会においてマフィア社会の内情を明かし、オメルタを破った人物として有名。

## 来歴

### 初期
ニューヨーク市マンハッタンのイースト・ハーレム（East Harlem）にてナポリ移民の子として生まれる。家庭は極貧で、薪や石炭をゴミ箱で漁り、セメント袋でベッドシーツを代用し、靴がなく絆創膏を足に巻いて歩いた。15歳で学校を辞めて、父が働くごみ処理場で働いたが、1年足らずで地元の窃盗団"ミニッツメン"に入り、毛皮倉庫や宝石店への盗みを繰り返し、盗品はユダヤ人の転売屋や地元のギャングに売りさばいた。1923年8月、警官に腕を撃たれながら逃げたが、自分の逃走車のナンバーと検問時の顔合わせで身元が特定され、窃盗罪で11か月服役した。1924年7月恩赦で釈放され、ミニッツメンが場所を移動していたので自前の窃盗団"アイリッシュギャング"を組織して週1500ドル稼いだ。1924年12月、チロ・テラノヴァ率いるイタリア系ギャングとアイルランド系ギャングの揉め事に巻き込まれ、些細なことでテラノヴァに命を狙われた。1925年4月、窃盗で再び捕まり、3年服役した。服役中にピータ－・ラテンパという男にナイフで襲われ、38針縫う大怪我をした。1928年6月出所すると、再び泥棒団を組織した。ラテンパに襲われた理由がテラノヴァの暗殺指令だったことを知ったヴァラキは、入獄中友達になったドミニク・"ザ・ギャップ"・ペトレッリに口利きを頼み、テラノヴァ問題は決着したが、以後テラノヴァを敵視した。ギャップから紹介されたシチリア人のジローラマ・サントゥッチ（通称ボビー・ドイル）にシチリア系マフィアのトミー・ガリアーノの仲間になることを勧められ、シチリア人と組むことに抵抗があったヴァラキはいったん断ったが、シチリア人とナポリ人が争ったのは遠い過去の話で今は一緒に仕事をする時代だと説得され、ガエタノ・レイナ率いるマフィアファミリー（現ルッケーゼ一家）の一員だったガリアーノのグループに入った。ガリアーノとの出会いが転機で、組織犯罪の道に入った。 

### ヒットマン
1930年2月、ジョー・マッセリアの傘下だったレイナが暗殺され、ガリアーノは首謀者がマッセリアとみて復讐の機を窺った。8月、ガリアーノは部下トーマス・ルッケーゼら既存のメンバー数人とヴァラキを含む新参ギャングの総勢15名を引き連れてマッセリアと対立するサルヴァトーレ・マランツァーノと水面下で提携し、合同暗殺チームを組織した（カステランマレーゼ戦争）。ヴァラキもヒットマンとして加わり、マッセリアやその幹部を標的に、情報収集から、張り込み、狙撃、逃走車の手配まで暗殺全般に関わった。人手が足りず、昔の窃盗仲間をガリアーノに紹介して暗殺チームに入れた。多くの暗殺現場に居合わせ、1930年11月のマッセリア派アル・ミネオ暗殺や、1931年2月のジョー・カタニア暗殺に加担した。ほかヴァラキが実際に襲撃に関わったターゲットに、ジョゼフ・ラオ（テラノヴァ派）、ポール・ガンビーノ（カルロ・ガンビーノ弟）、ルッゲーリオ・ボイアルド（ニュージャージー、マッセリア傘下）などがいた（いずれも暗殺失敗）。抗争中にマランツァーノの元で正式にヴァラキ他数名のマフィア入会の手続（儀式）が行われた。儀式と共に行われた打倒マッセリアの集会に、ルッケーゼ、ジョゼフ・ボナンノ、ジョゼフ・プロファチ、ジョゼフ・ロサト、ステファノ・ランネリ、ボビー・ドイル、ギャップその他40人が集まった。1931年4月、マッセリアが部下に謀殺され、抗争が終わると、マランツァーノは勝利者として何度もマフィアを集めて集会を開いたが、数百人のギャングが集まったブロンクスの大集会にヴァラキも参加した。その後もしばらくマランツァーノの元にいた。

### ルチアーノ一家
1931年9月、マランツァーノがラッキー・ルチアーノの一味に暗殺され、寝耳に水だったヴァラキは、標的になるのを避けてレイナの息子を通じレイナ宅の屋根裏部屋に一時潜伏した。その後、レイナの組織を継いだガリアーノの元へ戻るか迷った末、ギャップのアドバイスに押される形で、ナポリ系のヴィト・ジェノヴェーゼの一団に加わった。ジェノヴェーゼは、当時ルチアーノ一家（旧マッセリア一家、現ジェノヴェーゼ一家）の副ボスで、ヴァラキを有力幹部トニー・ベンダーのクルーに加えた。1932年7月28日、レイナの娘と結婚した。結婚パーティに錚々たるギャングが集まった。
スロットマシン、ナンバーズ賭博、高利貸しが主な収入で、稼ぎが安定するとジュークボックスビジネスに手を広げた。同じファミリーのカポ（幹部）とそのクルー同士でビジネスをするケースが多い中、殆ど単独または自分の仲間とビジネスした。戦時中は闇市で手に入れた役所のガソリン配給券を売り捌いて大儲けし、ニューヨーク郊外のヨンカーズに家を買った。高利貸しの担保で手に入れたレストランや婦人服メーカーを共同経営するなど合法ビジネスにも参入し、長年の夢だった競馬の馬主にもなった。トニー・ベンダーの指令で殺人を請け負い、麻薬取引にも手を出した。ファミリーボスは第二次大戦をはさんでルチアーノからフランク・コステロへ、1957年のコステロ襲撃事件を機にコステロからジェノヴェーゼへと変わったが、上層部の指令を忠実に実行した。

### 収監
婦人服メーカーの倒産や滞納した税金などで資金繰りが悪化し、再び麻薬取引に手を出した。ナンバーズの営業開拓やジュークボックスのシェア拡大で儲けを取り戻し、麻薬から手を引いた矢先の1959年5月、黒人ドラッグディーラーの密告で家宅捜査を受けた。ニューヨーク州北部やコネチカットを転々として潜伏したが、仲間だった別の麻薬犯罪者の自白で居所がばれ、1959年11月19日、3人のFBN（連邦麻薬捜査局）捜査官に捕まり、ニューヨークに送還された。1960年2月、裁判で麻薬の罪を認めたが、1か月の判決猶予をもらっている間に、再び逃亡を企てた。一家のメンバーの仲立ちで、北ニューヨークのシチリア系ドラックディーラーのアグエチ兄弟と知り合い、彼らの斡旋でカナダのトロントまで逃げたが、しばらくしてトニー・ベンダーから刑期は5年で済むからと帰還を促され、ニューヨークに戻った。ブロンクスやニュージャージーを転々としたが、結局当局に自首した。1960年6月3日、想定していた刑期より重い懲役15年と罰金1万ドルの判決を受け、アトランタ連邦刑務所に収監された。ジェノヴェーゼがヴァラキより4か月前から同じ刑務所にいた。1962年2月、別件の麻薬犯罪でも有罪を宣告され、量刑が加わって懲役20年となった。

### 政府証言者
ヴァラキのかつての上司だったトニー・ベンダーはジェノヴェーゼの獄中の指示により、1962年4月8日に殺害されたが、ヴァラキも裏切りの濡れ衣によりジェノヴェーゼのコントラクト（殺人指令、死の口づけ）によって追われる身となった。ヴァラキがFBNと協力している裏切り者だとの噂が刑務所中に広まり、囚人仲間から疎外された。1962年6月22日、ジェノヴェーゼが送った刺客と間違えてジョン・ジョゼフ・サウップという組織とは関係ない男を、建設作業場にあった鉄パイプで殴り殺した。同年7月、追いつめられたヴァラキは政府証言協力者になることを申し出た。7月17日、サウップ殺害により無期懲役の判決を受けたと同時に、アトランタ刑務所からウエストチェスター郡刑務所に移送され、刑務所病院の隔離された一室でFBNの尋問・取り調べに応じた。同年9月上旬、FBIがヴァラキに面会し、FBNからFBIに尋問の主導権が移った。
ヴァラキは、FBIを窓口とする司法省との司法取引により、組織の情報をリークするかわりに、証人保護プログラムによる保護下に入った。FBIは、ニューヨーク事務所の腕利き捜査官ジェームス・P・フリンを派遣しヴァラキの尋問を進める一方、ヴァラキの供述が本当かどうかを見極める為、他のマフィア内部証言者の確保に奔走した。複数のマフィアの電話盗聴記録（非公式）との照合作業も進めた。またFBIは、イタリアで一部公表されていたニコラ・ジェンタイルの回想録のコピーを1961年に入手していたが、ヴァラキの証言の信憑性を計る目的で利用した。
1963年9月25日から10月16日の間で開かれた上院のマクレラン委員会の場に姿を現したヴァラキは、コーサ・ノストラ内部の情報を証言した（バラキ公聴会）。証言は、自身の犯罪経歴からマフィアファミリーの内部構成、全米ネットワークの存在、マフィア入会の儀式まで広範囲に及び、証言の様子は全米ネットでテレビ中継された。
マフィア上層部はヴァラキを暗殺するために刑務所の刑務官を買収して飲み物に毒を入れたり、殺し屋を刑務所に送り込んだりもしたという。ヴァラキの首に10万ドルの懸賞金が掛けられていたとも言われた。その後、ヴァラキは厳重に管理された独房で過ごし、1971年にテキサス州の拘置所で心臓発作によりこの世を去った。
マクレラン委員会で証言をしたことで、司法取引で外に出られるという約束をしたが、当時の司法長官のロバート・ケネディが暗殺され、ニコラス・カッツェンバックが司法長官となったときに、約束は無視されて、失意のヴァラキは首をつり自殺したという説もある。後にジェノヴェーゼは、ヴァラキは1956年に逮捕されたときから政府に協力していたと主張した。

## ヴァラキの証言
バラキ公聴会の後の1964年、司法当局により改めて40年の犯罪キャリアの供述が筆記され、1180ページに及ぶ原本「The Real Thing」が作成された。その後、公表方法を巡り司法当局で揉めた末、直接的な回想記ではなくヴァラキのインタビュー内容を第三者が語るという形に落ち着き、ピーター・マーズが編集して『The Valachi Papers』の題で出版した。

### 証言の意義
1940年代初め、エイブ・レルズが司法取引によりマフィアに関わる組織的な殺人行為を暴露したが、マフィアの外様団体マーダー・インクの組織についての暴露に限られ、マフィア本体組織はノータッチだった。1950年代のキーフォーバー組織犯罪捜査委員会では、マフィアメンバー個々の脱税の告発はしたが、メンバー間の横のつながりは「近所の仲間」「ビジネス仲間」という「仲間」で括られ、組織が存在するかどうかも不明だった。ヴァラキの証言は、血の掟（オメルタ:Omertà）により隠されてきた組織の実在を、ニューヨーク五大ファミリーのそれぞれ具体的な人名入りの組織体制図で明らかにした点で画期的だった。マフィア史家ジェリー・カペチは2004年に、「ヴァラキの証言内容は当時衝撃だったが、今もその衝撃度は変わっていない」と評した。
現在進行形のマフィアのみならず、マフィアが辿ってきた過去についても、謎とされてきた個々の抗争の背景や原因を解説したり、未解決事件の首謀者や実行犯を数多く挙げた。1930年代前半のカステランマレーゼ戦争の直接当事者としての証言は元より、1957年のアルバート・アナスタシア暗殺やフランク・コステロ暗殺未遂事件などにも言及した。
犯罪史料としては、1920年代にさかのぼる内部証言者の告白は極めて珍しく、ジョゼフ・ボナンノの自伝（1983年）やニコラ・ジェンタイルの回想録（1963年）と並んで、アメリカにおける犯罪シンジケート形成期の貴重な情報源とされている。

### 限界
ヴァラキが直接携わった犯罪行為はヴァラキに都合よく語られているとも、マフィア内でのディスインフォメーションに乗せられていたとも言われる。ヴァラキはストリート犯罪を知り尽くしたベテランだったが、組織の末端にいたため上層部の駆け引きや戦略などの知識には一定の限界があり、またニューヨークのマフィアファミリーなど東海岸のマフィアが中心だった。

## エピソード
- 同じイタリア系でも、イタリア育ちの移民1世のギャングを"グリーズボール"と呼び、本人らアメリカ育ちのギャングと区別していた。
- 大の競馬好きで、独房生活で毎朝手渡される新聞も、競馬欄を最初にチェックした[34]。
- 泥棒時代の1924年頃、鍵を壊す道具が故障した為、車で引き返そうとしたときに巡回中の警官に発砲され、ドライバーのヴァラキの後頭部に命中した。仲間はヴァラキを後部座席に押し込み、別の場所に移動するとヴァラキを路上におろし、空砲を6発撃って、逃走した。ヴァラキが死んだと思い、暴力事件に巻き込まれた犠牲者という演出をしたが、1時間後に戻ってくると、まだ路上に横たわっていた。ヴァラキが息をしていることに気づき、医者に連れて行った[35][注釈 15]。
- 1925年、獄中で知り合ったブルックリンのカモッラギャングのリーダー、アレッサンドロ・ヴォレロから、信頼できないシチリア人と仕事をするよりシカゴに行ってアル・カポネの一派に加わるのが良いとシカゴ行きを勧められたが、出所後、ニューヨークにとどまった[注釈 16]。
- レイナ殺害（1930年2月）を首謀したのはマッセリアだとガリアーノ派は認識していたという（ガリアーノがマッセリアと全力で戦うのはレイナの仇を取るためとガリアーノ派から聞かされた）[39]。
- ジュゼッペ・モレロ暗殺事件（1930年8月）の犯人を「シカゴのバスター（破壊者）」（Buster from Chicago）とした[40]。モレロを継いでマッセリアの参謀となったアル・ミネオの暗殺もバスターの手によるものとした。ヴァラキのカステランマレーゼ戦争当時の回想にバスターは数多く登場するが、本当の名前は知らないとした。マフィア研究者によるバスターの特定作業は一通り行われたが意見が分かれ、長らく謎の人物扱いだった。カステラマレ派ボスだったジョゼフ・ボナンノの1983年の自伝での指摘（「ヴァラキの言うバスターとはセバスティアーノ・ドミンゴ（カステラマレ派）のことだ」）をきっかけに身元追跡が進められ、ドミンゴの地元シカゴの生い立ちや血まみれの家族復讐劇、ニューヨークに来た経緯などの新事実が次々に明らかにされるに及んで、ドミンゴがバスター本人とほぼ特定された[41]。ヴァラキが自分の殺人行為を隠す為に創作した架空の人物だったとする「ヴァラキ本人説」が後退すると共に、ヴァラキの描写を通じて浮かび上がる、抗争のキーマンとしてのドミンゴの存在が改めてクローズアップされた。
- 1930年11月、市内を移動中、ガンビーノと思しき人物の車と遭遇したヴァラキとステファノ・ランネリは、すかさず発砲して命中したが、相手は車を乗り捨てて逃げた。ターゲットはカルロ・ガンビーノだったが、弟のポール・ガンビーノを銃撃したことがわかり（ポール負傷）、2人はそのことでマランツァーノにこっぴどく叱られた[42]。ガンビーノ兄弟が所属するダキーラ・ファミリーのマソット派閥はマッセリア陣営だったが、ほどなくマッセリアから離反した。
- マッセリアとの争いに勝利したマランツァーノの「次に排除すべきギャング」を連ねた暗殺リストに、アル・カポネ、コステロ、ルチアーノ、ジェノヴェーゼ、ヴィンセント・マンガーノ、ジョー・アドニス、ダッチ・シュルツの名があったという[43]。
- カステランマレーゼ戦争後にマランツァーノが行った演説について言及。「（マランツァーノは）マッセリアがカステラマレ出身者に理由なく死の宣告を下したいきさつに触れ、同じ目にあった5、6人のメンバーやボスの名前を挙げた」とした[44][45]。
- ベンダーは自分の取り巻きに色恋沙汰で暴力被害があったので、ヴァラキに報復を指示した。「痛めつけるだけで殺すな」と言われたヴァラキは、当時ソルジャーだったトミー・ライ（エボリ）やファット・トニーと謀って、暴力を振るったワッキー兄弟の1人を捕まえ、野球バットでさんざん痛めつけた。この兄弟がルッケーゼ一家に所属することは誰もが知っていたが、ベンダーは筋を通していなかった為、ヴァラキが矢面に立たされた。トーマス・ルッケーゼに呼ばれたヴァラキは、「自分の一存でやった、そういうことにしてくれ」と言って詫びた。ルッケーゼは「俺はトニーベンダーをやっつけることもできるぞ」と言いながら手で「わかった」という合図をした。その後開かれた両者の調停会議でベンダーが窮地に立たされ、喧嘩両成敗となった。ルッケーゼとの信頼関係は損ねなかったが、以後ルッケーゼの手下から冷たく扱われた[46]。
- エイブ・レルズの証言で有名になったマーダー・インク（殺人契約を実行する秘密結社）について、その存在を否定した。「コーサ・ノストラが制裁殺人を行う場合は常に自らのファミリーのメンバーまたは仲間に頼る」[21]。
- 1946年頃、レストランの経営パートナーでマンガーノ一家のフランク・ルチアーノという男が店の売上を賭博に使い込んでいた。金庫から金をくすねている現場を目撃したヴァラキはルチアーノを滅多打ちにし、大怪我を負わせた。マフィアのメンバー同士の暴力沙汰は禁止というルールを破った為、ニュージャージーのDUKE'sレストラン（ジェノヴェーゼ一家のアジト）の査問会議に呼ばれた。ルチアーノの上司はマンガーノ一家のジョゼフ・リコボノだったが、リコボノの代理で来た当時マンガーノ一家副ボスのアルバート・アナスタシアが調停者になった。残虐さと非情さで有名だったアナスタシアにヴァラキは戦々恐々としたが、調停の結果は、ヴァラキが一定の解決金を払う代わりにレストランの経営権をすべて取り、ルチアーノは無条件に経営権を失う、というもので、ヴァラキに好意的なものだった。査問を終えたヴァラキは、レストランの2階で待機していた、イタリアから帰国したばかりのヴィト・ジェノヴェーゼと10年ぶりに再会した[21][47]。
- 1948年、ボスのコステロが配下メンバーに麻薬を禁止したこと[注釈 17]、更にアナスタシア暗殺後、全五大ファミリーに麻薬禁止令が発動されたこと、加えて、シカゴでも同じ禁止令はあったが、麻薬を止める代わりにメンバーに補償金200ドル/週が付与された一方で、ニューヨークではこうした恩恵がなく、麻薬から手を引いても何の得もなかったことなどを証言した[49][50]。
- ウィリー・モレッティ暗殺事件（1951年10月）は、ジェノヴェーゼから、マーシーキリング（慈悲による殺人）と聞かされたとした[50]。
- アルバート・アナスタシア暗殺（1957年10月）に関わった実行犯の1人を、ガンビーノ一家のチャーリー・"ザ ブッシュ"・ザンガッラと名指しした[32]。
- アンソニー・カルファノ（ジェノヴェーゼ一家幹部）の暗殺（1959年9月）は、ヴィト・ジェノヴェーゼの命令によるものとし、暗殺に関わった一家のクルーについても持論を述べた[注釈 18][51]。
- ヴァラキはジェンタイルの回想録をFBIに見せられ、「ありのままに書いている」と感想を述べた。
- 保護下に置かれた後の独房の表札には、「ジョゼフ・ディマルコ」という偽名が使われた[7]。
- ジェノヴェーゼにはヴァラキ自身の結婚式で仲人役を務めてもらった。ジェノヴェーゼのような大物に務めてもらうことは光栄で、彼の部下として堅い忠誠を誓っていた[52]。

## 題材にした作品等
- 1968年、ピーター・マーズ編集による「The Valachi Papers」が出版された（邦題『マフィア―バラキ・ペーパーズ』常盤新平訳、絶版）。
- 1972年、同名タイトルで映画化された（邦題『バラキ』）。映画では、FBI取調室でのチャールズ・ブロンソン演ずるヴァラキの証言を通して，オメルタの掟から始まるコーサ・ノストラ入会から出世、逃亡、そして当局に保護されるまでを描くことで、ラッキー・ルチアーノ等、実名で登場する本物のコーサ・ノストラの史実が解り易く忠実に再現された。
- 上院委員会の査問シーンは、『ゴッドファーザー PART II』に取り入れられた。